# Proisotoma ripicola
Proisotoma ripicola is een springstaartensoort uit de familie van de Isotomidae. De wetenschappelijke naam van de soort is voor het eerst geldig gepubliceerd in 1912 door Linnaniemi.